# Hubice

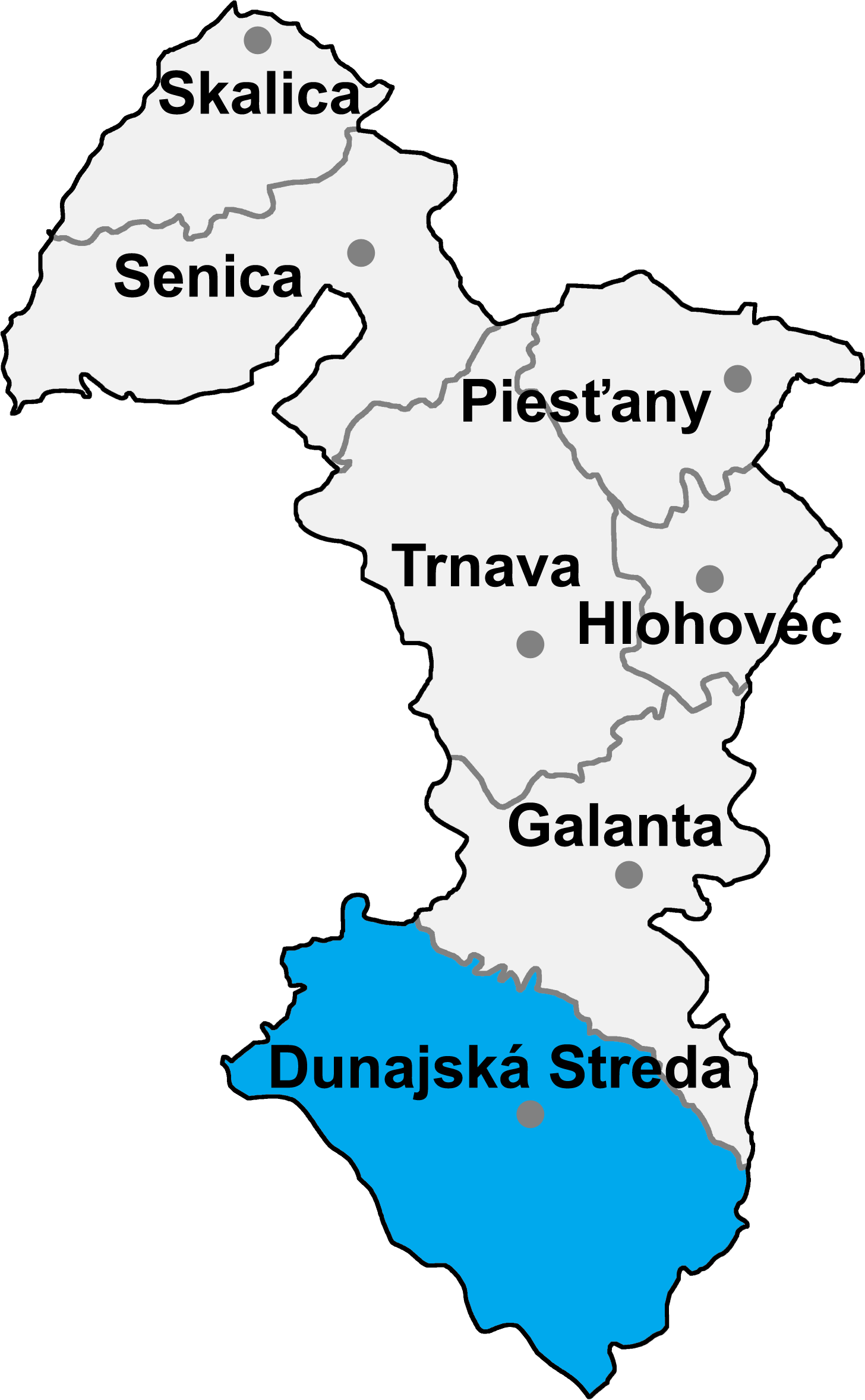
Localização de Dunajská Streda (distrito) na Trnava (região)

O Distrito eslovaco de Hubice  é um dos sessenta e quatro municípios que formam a Distrito de Dunajská Streda, situada em Região de Trnava, Eslováquia.

## Demografia
| Ano:        | 1994 | 2004   | 2014    | 2024    |
| ----------- | ---- | ------ | ------- | ------- |
| Broj ljudi: | 504  | 510    | 576     | 656     |
| Razlika:    |      | +1,19% | +12,94% | +13,88% |

| Ano:               | 2023 | 2024   |
| ------------------ | ---- | ------ |
| Número de pessoas: | 649  | 656    |
| Diferença:         |      | +1,07% |